# Skilanglauf-Weltcup in Dresden

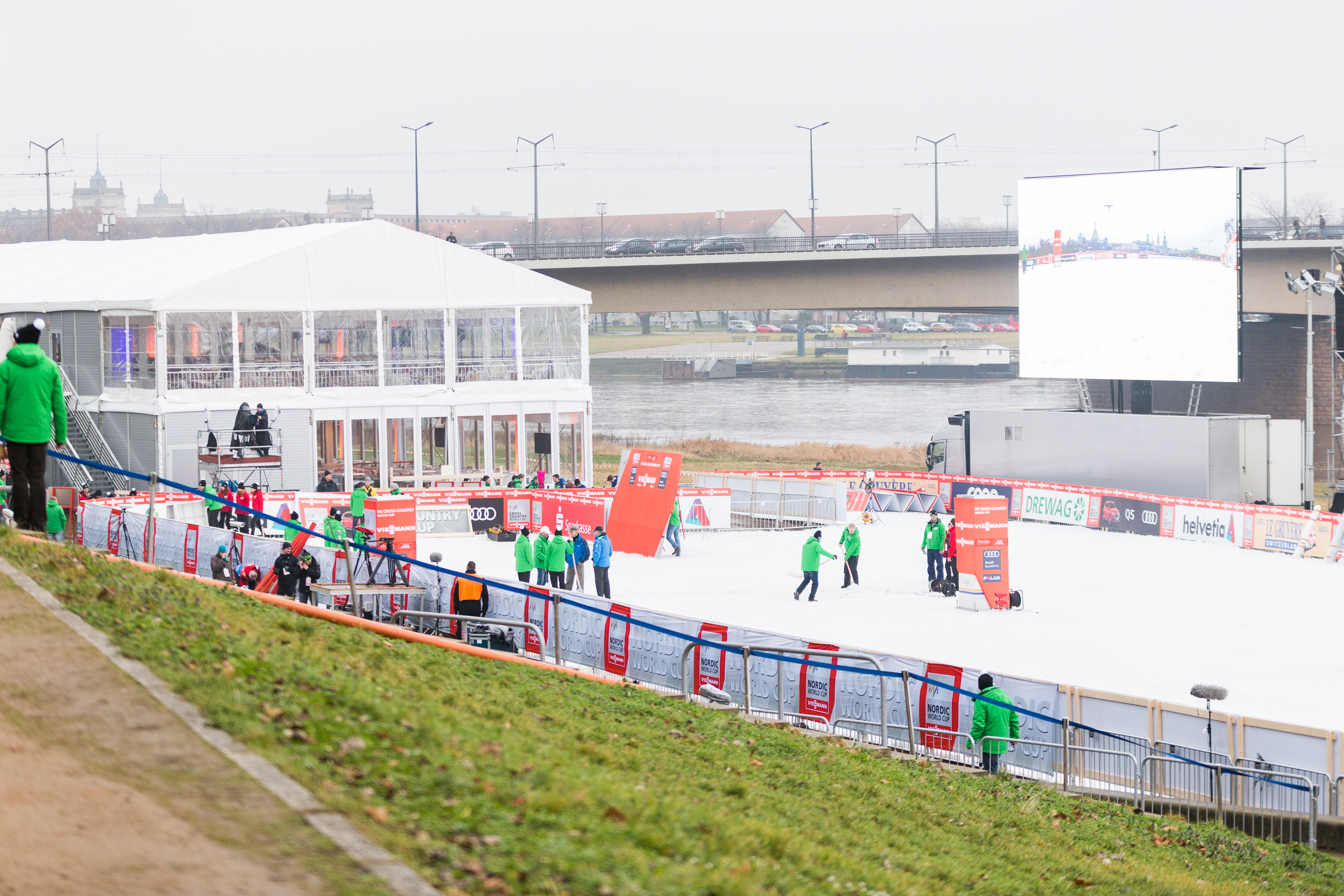
Start- und Zielbereich mit VIP-Zelt

Der FIS Skilanglauf Sprint Weltcup Dresden gehört seit der Saison 2017/18 zu den FIS Skilanglauf-Weltcups. Er wird vom Internationalen Ski-Verband (FIS) vergeben und soll bis mindestens 2022 in Dresden stattfinden. Es handelt sich dabei um einen sogenannten City-Sprint. Die Athleten sprinten auf einer 650 Meter langen Piste.

## Geschichte

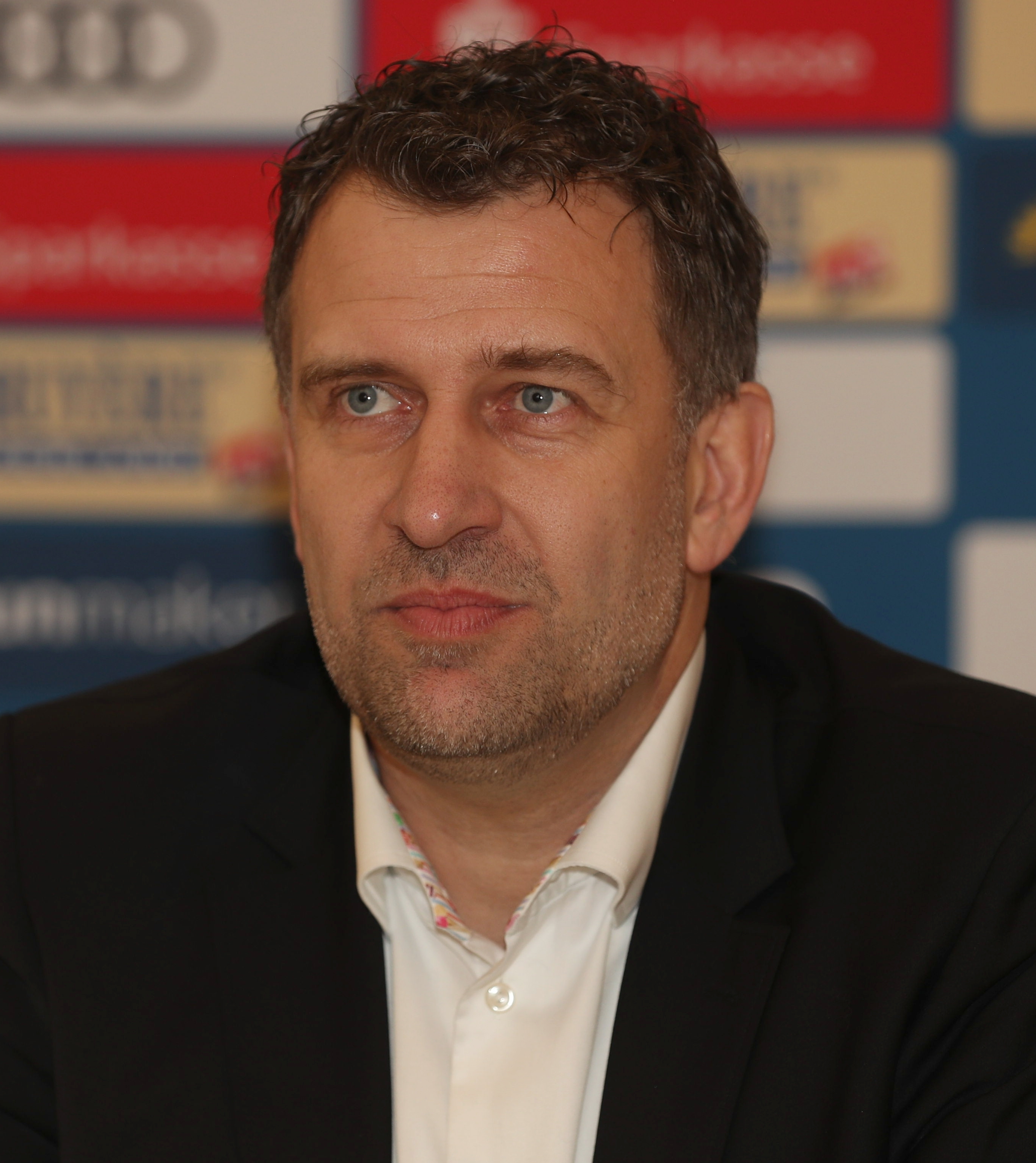
René Kindermann, 2019

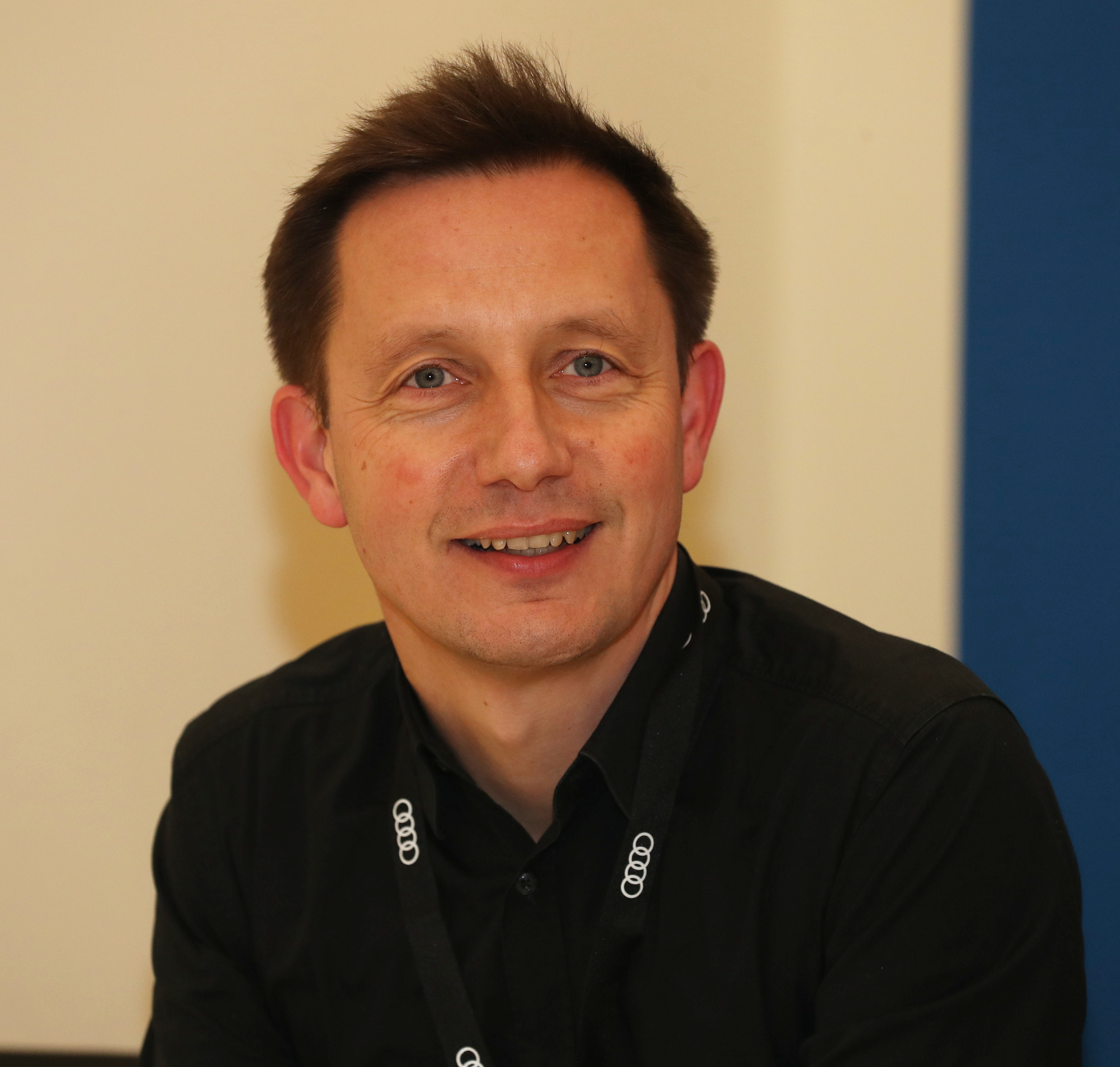
Torsten Püschel, 2019

Die TV-Moderatoren und Dresdner René Kindermann und Torsten Püschel entwickelten die Ideen, einen Skilanglauf-Sprint-Wettbewerb vor der Kulisse der Dresdner Altstadt, direkt am sogenannten Königsufer stattfinden zu lassen. Hintergrund war es, mit Hilfe der Sportveranstaltung ein positives Standort-Marketing für die touristisch bedeutsame "Landeshauptstadt Dresden" zu betreiben. Die Stadt Dresden befürwortete die Idee, sodass der Dresdner Stadtrat eine Bewerbung zur Austragung der Veranstaltung beim Internationalen Ski-Verband einreichte. Eigentlich sollte der erste Skilanglauf-Weltcup in Dresden 2019 stattfinden. Da jedoch das tschechische Nové Město, dass 2018 für den Sprint-Weltcup vorgesehen war, finanzielle Schwierigkeiten hatte, rutschte Dresden bereits 2018 in den Veranstaltungskalender. Am 28. Mai 2017 entschied dieser bei einer Konferenz in Slowenien, dass Dresden erstmals im Januar 2018 einen Skilanglauf-Weltcup austragen dürfe.
Am 13. und 14. Januar 2018 fand der FIS Skilanglauf Sprint Weltcup Dresden erstmals am Dresdner Elbufer statt. Die Strecke war damals 1,2 Kilometer lang und wurde einmal durchlaufen. Start und Ziel fand sich in der sogenannten robotron-Ski-Arena, einer Natursteintribüne. Zusätzlich gab es ein großes VIP-Areal.
Insgesamt wurden am Weltcup-Wochenende 2018 25.000 Besucher verzeichnet. Über 120 Journalisten aus der ganzen Welt berichteten über den Weltcup. Er soll europaweit von 53,5 Millionen Menschen verfolgt worden sein.
Die Weltcup-Strecke wurde über den Wettkampf hinaus für insgesamt 10 Tage genutzt. Unter der Woche durften sächsische Grundschüler der Klassen 1–2 auf der Strecke Schulsport betreiben und wurden dabei von Olympiamedaillen-Gewinner Tobias Angerer betreut. Weiterhin fanden auf der Strecke Inklusions-Veranstaltungen und Nachwuchswettbewerbe, wie der Internationale Sachsencup oder das Junior City Biathlon, ein Wettbewerb mit Lasergewehren, statt.
Die Kosten für den Skiweltcup 2018 wurden auf 1,2 Millionen Euro geschätzt. Die Organisatoren wurden dabei mit je 300.000 Euro Fördergeldern aus dem Marketing-Etat der Stadt Dresden sowie 300.000 Euro vom Freistaat Sachsen unterstützt. Letzteres besteht zu je 150.000 Euro aus der Kampagne So geht sächsisch sowie aus der Sportförderung des Freistaats.
Nach dem ersten Skilanglauf Sprint Weltcup Dresden musste der Dresdner Stadtrat über eine weitere Ausrichtung der Veranstaltung abstimmen. Dies geschah schlussendlich am 30. August 2018. Die Fraktionen von Grünen und Linken haben dagegen gestimmt. Im gleichen Zug sicherte die Stadt die Unterstützung der Veranstaltung bis mindestens 2022 zu.
Am 12. und 13. Januar 2019 fand die zweite Auflage des Skiweltcup Dresden statt. Die Strecke wurde dafür auf rund 800 Meter verkürzt und doppelt durchlaufen. Zusätzlich wurde die Strecke durch Bodenwellen und den Anstieg auf den sogenannten „Mount Dresden“ anspruchsvoller gestaltet. Die Nachnutzung der Strecke über 10 Tage blieb gleich. Zusätzlich fand ein Firmenlauf auf Ski, der sogenannte Sparkassen-Brettl-Cup statt.
Auch das VIP-Hospitality-Areal blieb über das Weltcup-Wochenende hinaus für 10 Tage erhalten und stand Firmen für Events und Kongresse zur Verfügung.
Am 27. März 2019 verkündete das Organisationskomitee unter Anwesenheit des Wettkampfleiters Georg Zipfel und FIS Marketing Director Jürg Capol, dass die Strecke für den dritten FIS Skilanglauf Sprint Weltcup 2020 aufgrund von Auflagen des Internationalen Skiverbands erneut verkürzt werde. Eine Runde belaufe sich demnach auf 650 Meter, die Distanz werde zweimal gelaufen. Für 2020 kommen wieder 150.000 Euro aus der Sportförderung des sächsischen Staatsministeriums des Innern.

## Bedeutung für die Stadt Dresden
Ziel des Skilanglauf Sprint Weltcups Dresden ist neben sportlichen Erfolgen, ein positives Standortmarketing für die Landeshauptstadt Dresden zu erzielen. Im Jahr 2018 wertete die Media Monitoring GmbH ValueMedia die "Werbeäquivalenzwerte" für die Haupt-Unterstützer, also die Stadt Dresden und den Freistaat Sachsen, aus. Der Werbeäquivalenz-Wert soll angeben, wie viel die Marke „Dresden“ oder „Sachsen“ für klassische Werbung bezahlen müsste, um die gleiche Werbedauer wie durch das Sportsponsoring zu erreichen.
Die Media Monitoring GmbH ValueMedia berechnete ein "Werbeäquivalenzwert" für das Jahr 2019 wie folgt:
Im Jahr 2019 lief die „Botschaft Dresden“ demnach 14 ½ Stunden (14h 31m 30s) über die klassischen TV-Bildschirme und soll einen Werbeäquivalenzwert von 5.547.724 € erzielt haben. Im Vergleich zum Vorjahr eine Steigerung um 74,3 Prozent (Vergleich 2018: 13h 09m 20s // 3.181.878 €). Selbiges gilt für die „Botschaft Sachsen“, die insgesamt 7h 50m 45s lief. Das entspräche einem Werbeäquivalenzwert von 3.101.051 €. (Vergleich 2018: 6h 35m 52s // 1.404.176 €).

## Kritikpunkt Umwelt-Aspekt

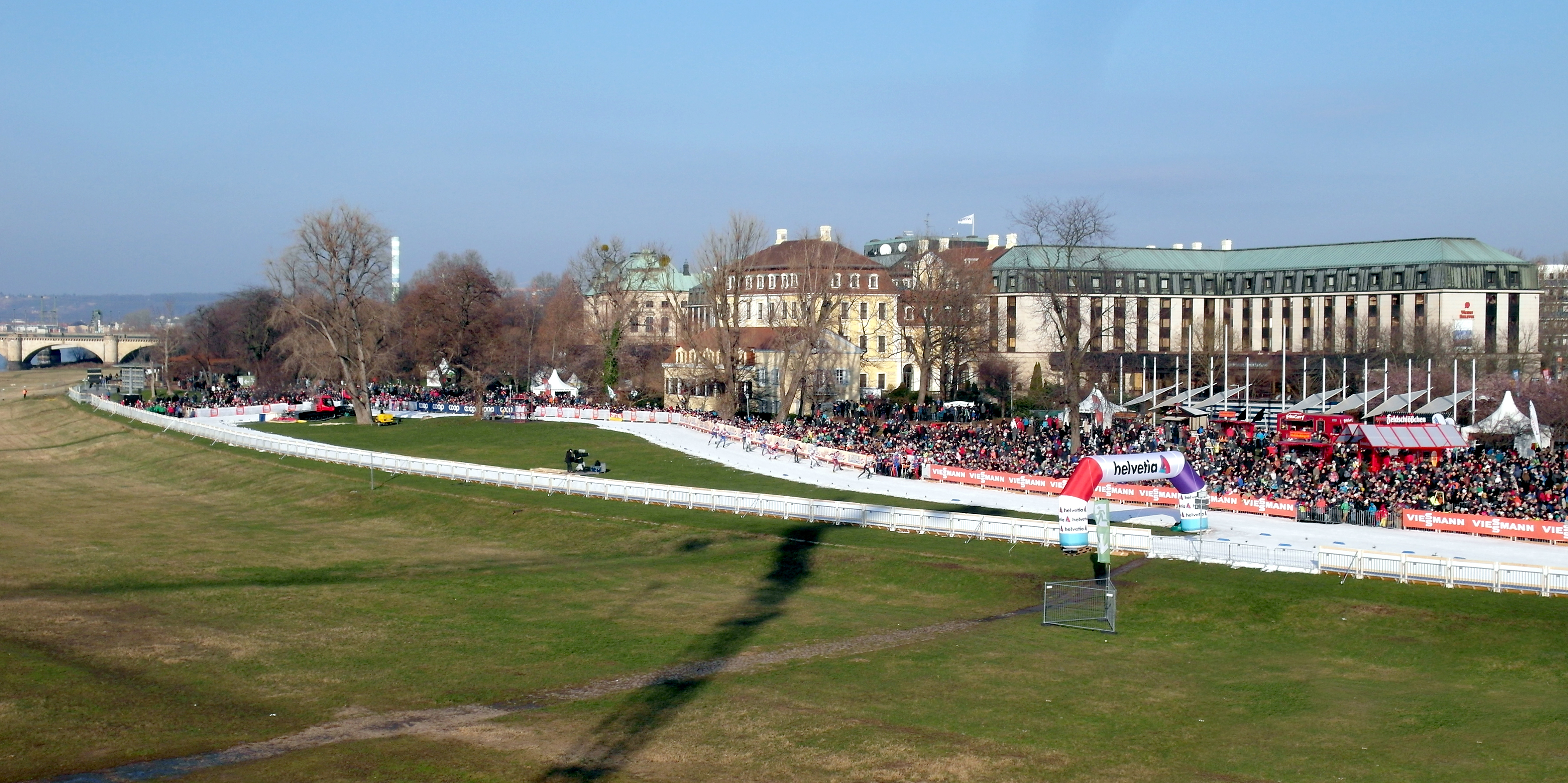
Ski-Weltcup am 14. Januar 2018 am Ufer der Elbe in Dresden

4.000 Kubikmeter Schnee werden über Schneeproduktions-Anlagen, sogenannte Snow Factorys für den Skiweltcup Dresden produziert. Hinzu kommt Schnee, der aus dem Eisabrieb der Dresdner Eissporthalle gewonnen wird. Zusätzlich wurden zehn große Lkw-Ladungen aus dem Erzgebirge beschafft.
Der Linken-Fraktionschef im sächsischen Landtag André Schollbach kritisiert den enormen Energieaufwand um den künstlichen Schnee zu produzieren, zu lagern und quer durch die Stadt zu transportieren. Ebenso ist er der Meinung, dass die 700.000 € staatliche Förderung besser angelegt werden könnten.
Auf ihrer Website veröffentlichen die Verantwortlichen, wie sie ihr Skievent umweltbewusst gestalten wollen. Dazu gehört die kostenfreie Anreise via Bus und Bahn, die im Ticket integriert ist, aber auch die kurzen Wege vom Weltcup-Hotel und Athletendorf zur Strecken, bei denen es kein Shuttle bedarf. Im Vergleich zu Weltcups in Bergregionen soll in Bezug auf den Transfer der Sportler und Gäste so wesentlich weniger CO2 verbraucht werden.
Begründet werden die staatlichen Förderungen der Stadt Dresden mit der Nachnutzbarkeit der Strecke für Laien und Hobbysportler auf den restlichen, verbleibenden Kunstschneestrecke.

## Ergebnisse

### Frauen
| Auflage | Saison  | Disziplin       | Sieger                                           | Zweiter                                          | Dritter                                         |
| ------- | ------- | --------------- | ------------------------------------------------ | ------------------------------------------------ | ----------------------------------------------- |
| 01      | 2017/18 | Sprint Freistil | Hanna Falk                                       | Maja Dahlqvist                                   | Sophie Caldwell                                 |
| 01      | 2017/18 | Teamsprint      | Schweden IIIda Ingemarsdotter Maja Dahlqvist     | Schweden IHanna Falk Stina Nilsson               | Vereinigte Staaten IIda Sargent Sophie Caldwell |
| 02      | 2018/19 | Sprint Freistil | Stina Nilsson                                    | Maja Dahlqvist                                   | Jonna Sundling                                  |
| 02      | 2018/19 | Teamsprint      | Schweden IStina Nilsson Maja Dahlqvist           | Schweden IIIda Ingemarsdotter Jonna Sundling     | Norwegen IMari Eide Maiken Caspersen Falla      |
| 03      | 2019/20 | Sprint Freistil | Linn Svahn                                       | Anamarija Lampič                                 | Maja Dahlqvist                                  |
| 03      | 2019/20 | Teamsprint      | Schweden IMaja Dahlqvist Linn Svahn              | Schweiz ILaurien van der Graaff Nadine Fähndrich | Schweden IIEvelina Settlin Linn Sömskar         |
| 04      | 2020/21 | Sprint Freistil | Nadine Fähndrich                                 | Sophie Caldwell Hamilton                         | Anamarija Lampič                                |
| 04      | 2020/21 | Teamsprint      | Schweiz ILaurien van der Graaff Nadine Fähndrich | Russland IJulija Stupak Natalja Neprjajewa       | Slowenien Eva Urevc Anamarija Lampič            |

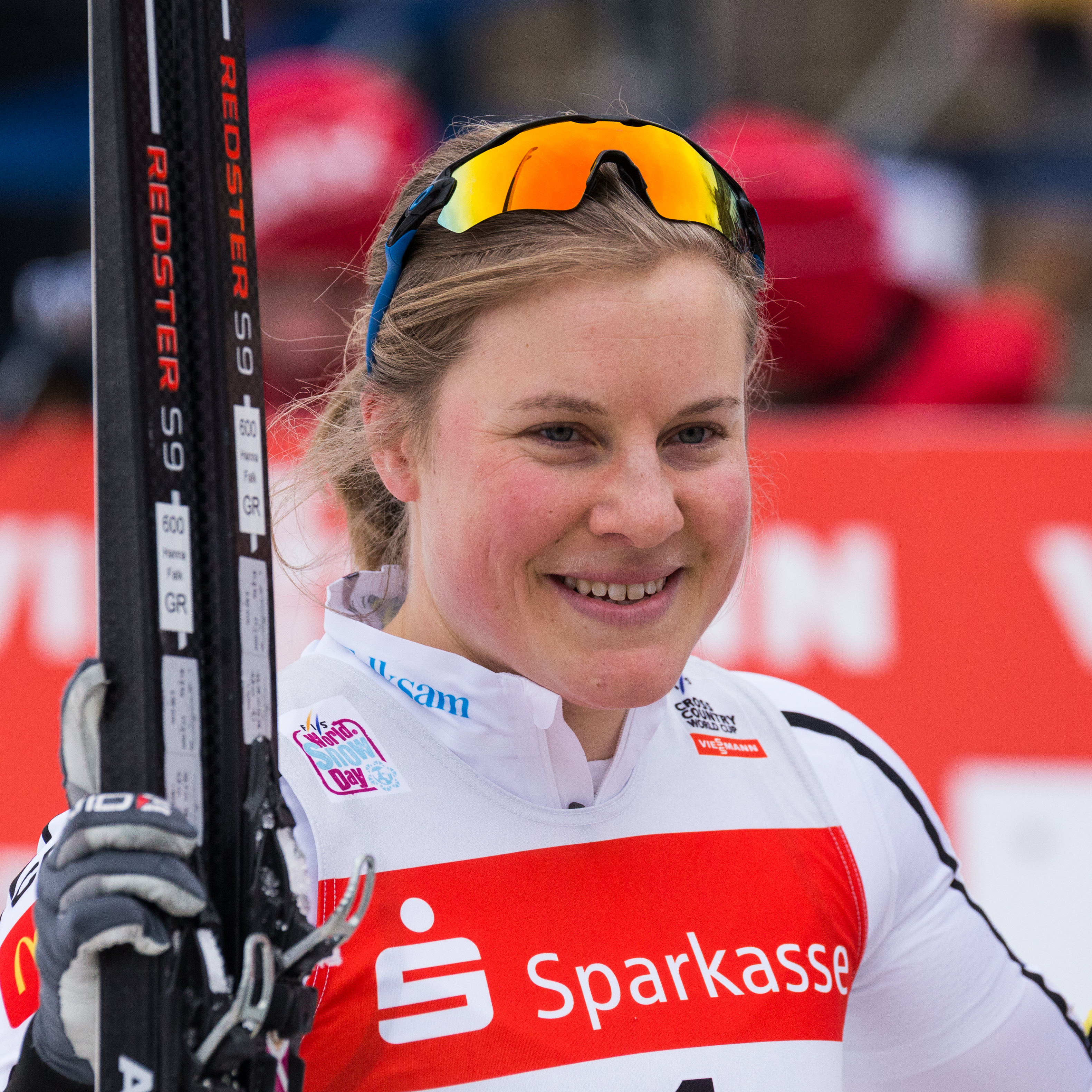
Gewinnerin Sprint 2018: Hanna Falk
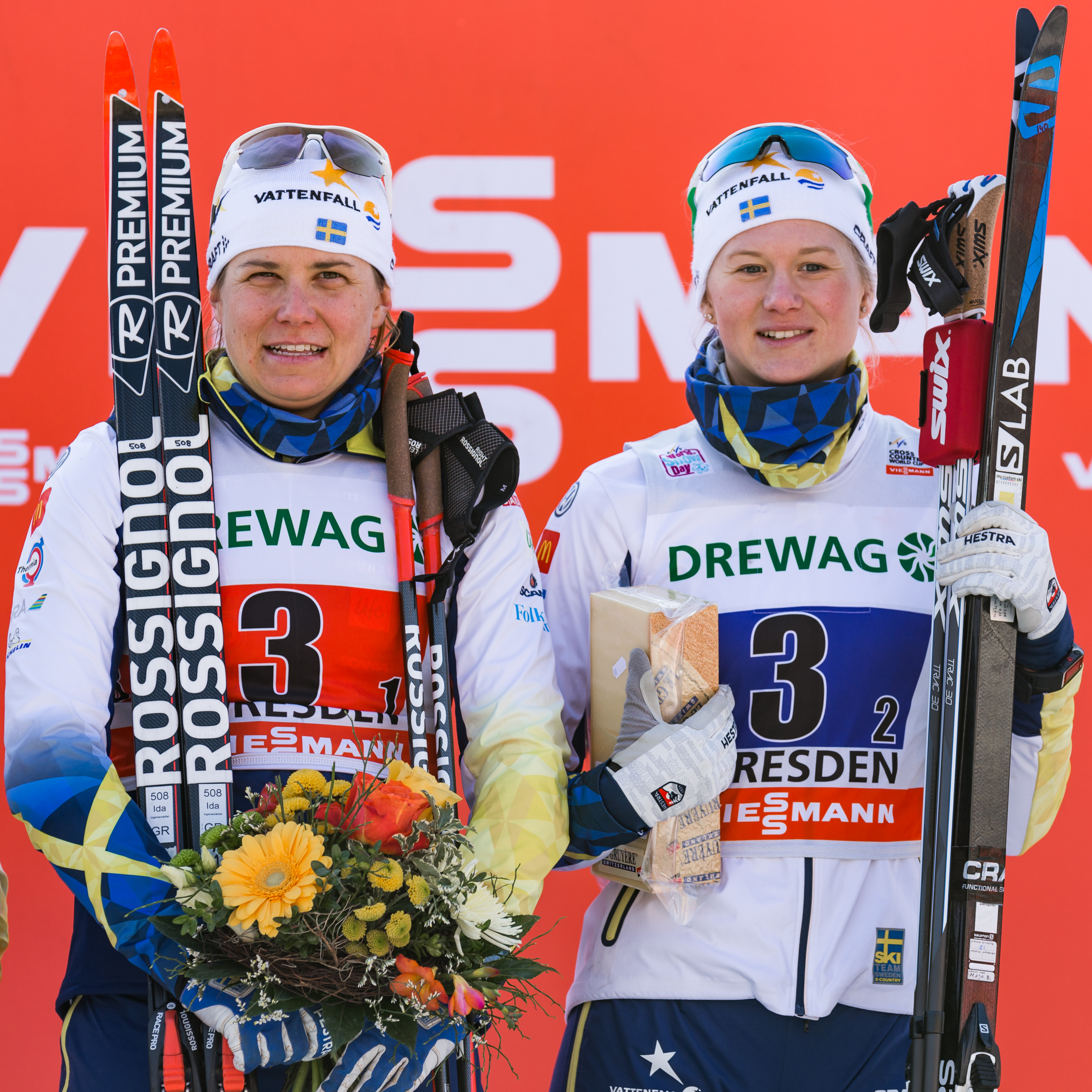
Gewinner Teamsprint 2018: Ida Ingemarsdotter und Maja Dahlqvist

### Männer
| Auflage | Saison  | Disziplin       | Sieger                                       | Zweiter                                  | Dritter                                           |
| ------- | ------- | --------------- | -------------------------------------------- | ---------------------------------------- | ------------------------------------------------- |
| 01      | 2017/18 | Sprint Freistil | Federico Pellegrino                          | Johannes Høsflot Klæbo                   | Lucas Chanavat                                    |
| 01      | 2017/18 | Teamsprint      | Italien IDietmar Nöckler Federico Pellegrino | Schweden IEmil Jönsson Teodor Peterson   | Russland IAndrei Krasnow Gleb Retiwych            |
| 02      | 2018/19 | Sprint Freistil | Sindre Bjørnestad Skar                       | Gleb Retiwych                            | Erik Valnes                                       |
| 02      | 2018/19 | Teamsprint      | Norwegen IErik Valnes Sindre Bjørnestad Skar | Norwegen IIPål Golberg Eirik Brandsdal   | Russland IArtjom Malzew Gleb Retiwych             |
| 03      | 2019/20 | Sprint Freistil | Lucas Chanavat                               | Sindre Bjørnestad Skar                   | Johan Häggström                                   |
| 03      | 2019/20 | Teamsprint      | Frankreich IRenaud Jay Lucas Chanavat        | Schweden IMarcus Grate Johan Häggström   | Russland IAndrei Krasnow Gleb Retiwych            |
| 04      | 2020/21 | Sprint Freistil | Federico Pellegrino                          | Andrew Young                             | Gleb Retiwych                                     |
| 04      | 2020/21 | Teamsprint      | Russland IAlexander Bolschunow Gleb Retiwych | Frankreich IRichard Jouve Lucas Chanavat | Italien IFrancesco De Fabiani Federico Pellegrino |

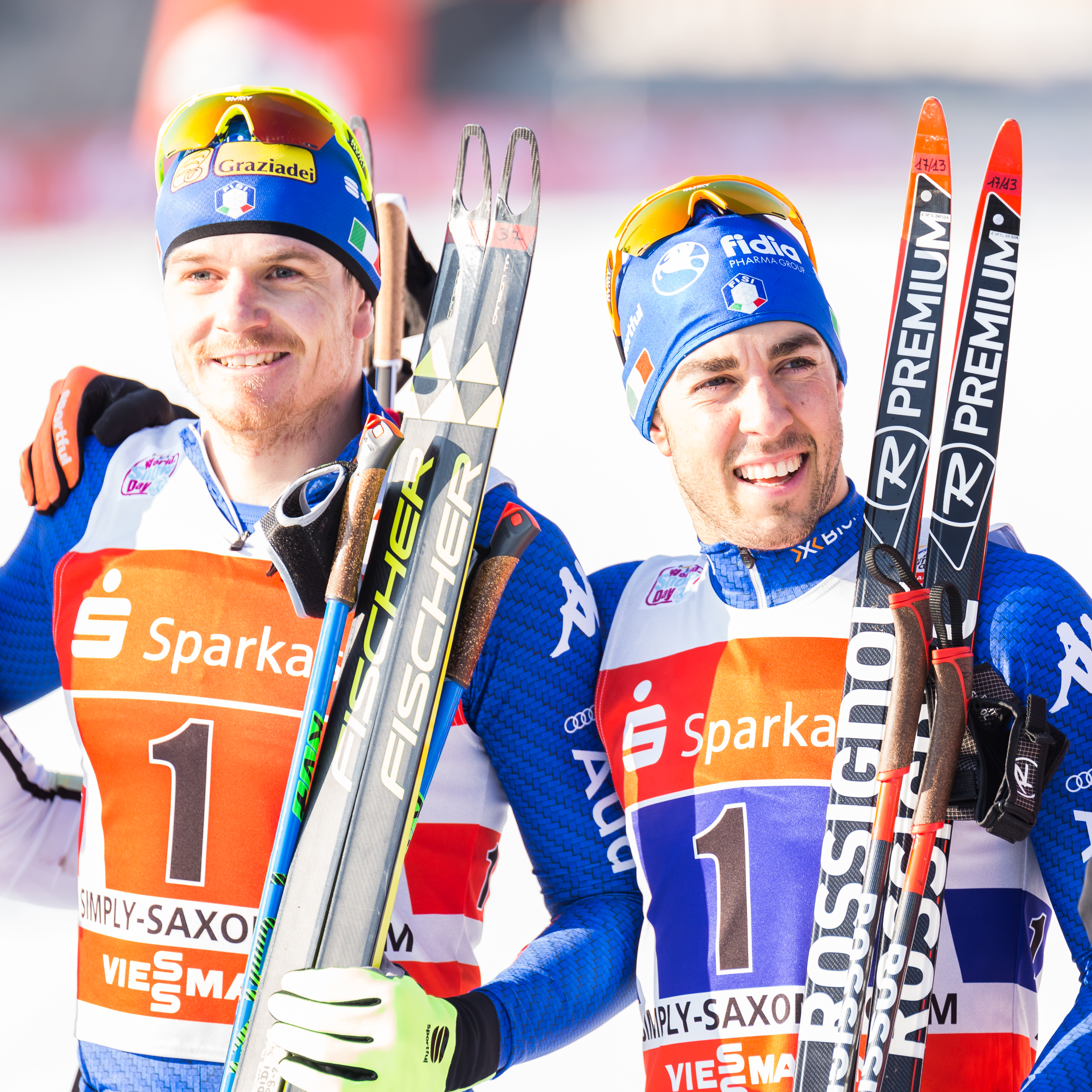
Gewinner Teamsprint 2018: Dietmar Nöckler und Federico Pellegrino
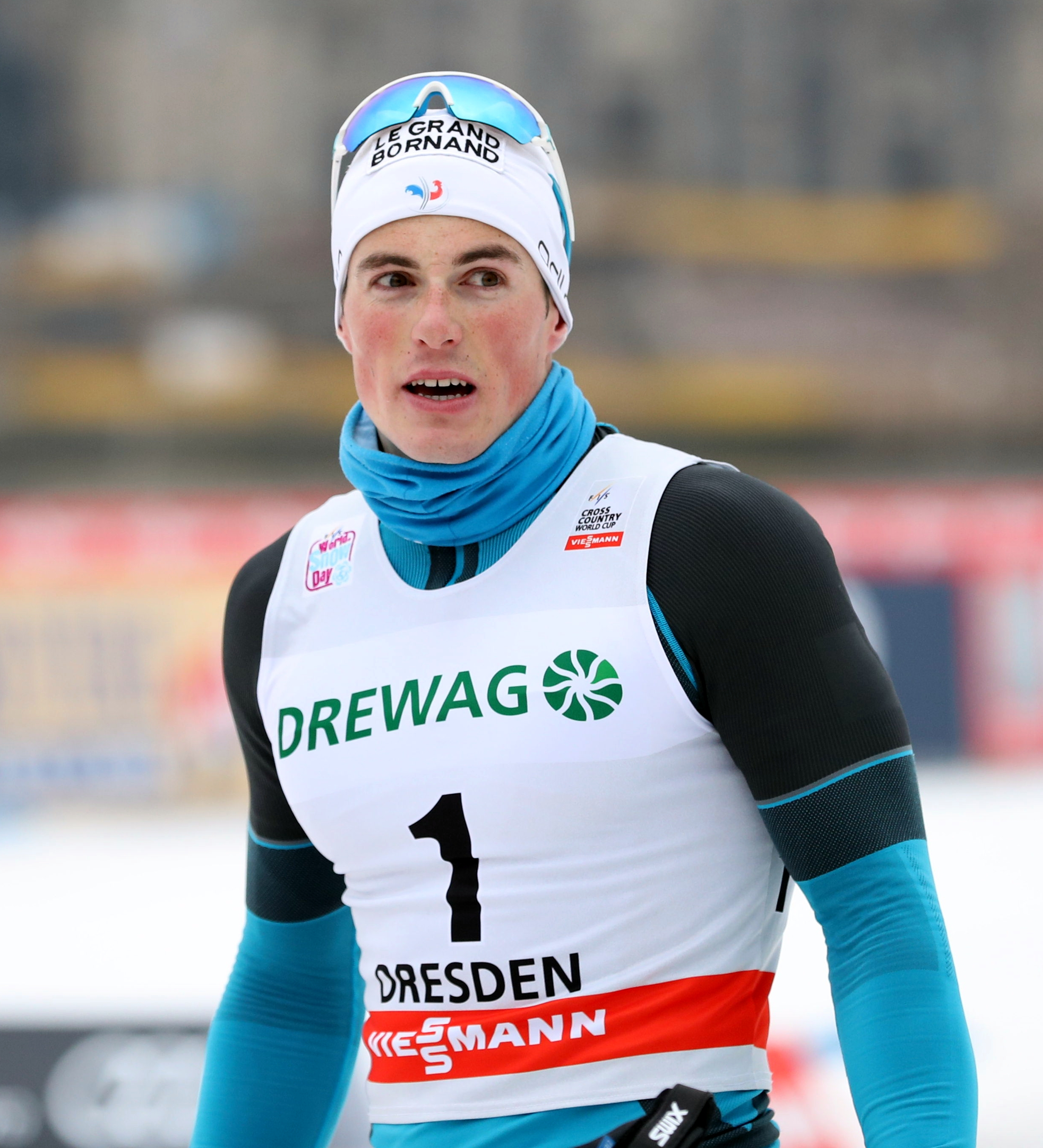
Gewinner Sprint 2020: Lucas Chanavat